# Теруэль (аэропорт)
Аэропорт Теруэль (IATA: TEV, ICAO: LETL) — аэропорт вблизи Теруэль, провинция Теруэль, Испания. Самый большой технический аэропорт Европы. Plataforma Aeroportuaira-Teruel (PLATA) была сертифицирована для гражданского использования Испанским агентством по авиационной безопасности (AESA) 5 февраля 2013 года. Разрешение на воздушные перевозки было предоставлено Испанским авиационным управлением и правительством Арагона 28 февраля 2013 года. В аэропорту расположены службы технического обслуживания и хранения самолётов компании Tarmac Aerosave. 
PLATA принадлежит консорциуму, сформированному правительством Арагона и городского совета Теруэля, и не входит в группу AENA.
Теруэль расположен между некоторыми из крупнейших городов Испании: Мадридом, Барселоной, Валенсией, Сарагосой и Бильбао (60 % ВВП Испании и более 20 миллионов человек в 400 км).
В Теруэль не летают коммерческие рейсы, он построен для временного хранения самолётов, а также для выведенных из эксплуатации лайнеров, ожидающих переработки в металлолом. В частности, во время пандемии COVID-19 здесь приземлились на временное хранение около 100 лайнеров

## Тестовая площадка компании PLD Space
В начале августа 2018 года PLD Space и Консорциум аэропорта Теруэль подписали концессию на 13 337 м² площадей в аэропорту для тестирования технологий космических запусков. Срок действия соглашения составляет 25 лет с возможностью дополнительного продления на 10 лет. PLD Space инвестирует 1 млн евро в инфраструктуру для строительства новой диспетчерской, офисов, подъездных путей, ангара по обслуживанию ракетных двигателей и первого в Испании испытательного стенда для ракетных двигателей на жидком топливе. При этом первые тесты начались ещё в 2014 году на основе краткосрочных контрактов.